# Laporte (Minnesota)
Laporte és una població dels Estats Units a l'estat de Minnesota. Segons el cens del 2000 tenia 145 habitants.

## Demografia
Segons el cens del 2000, Laporte tenia 145 habitants, 57 habitatges, i 38 famílies. La densitat de població era de 80 habitants per km².
Dels 57 habitatges en un 42,1% hi vivien nens de menys de 18 anys, en un 49,1% hi vivien parelles casades, en un 15,8% dones solteres, i en un 31,6% no eren unitats familiars. En el 24,6% dels habitatges hi vivien persones soles el 12,3% de les quals corresponia a persones de 65 anys o més que vivien soles. El nombre mitjà de persones vivint en cada habitatge era de 2,54 i el nombre mitjà de persones que vivien en cada família era de 3,03.
Per edats la població es repartia de la següent manera: un 31,7% tenia menys de 18 anys, un 11,7% entre 18 i 24, un 22,8% entre 25 i 44, un 19,3% de 45 a 60 i un 14,5% 65 anys o més.
L'edat mediana era de 32 anys. Per cada 100 dones de 18 o més anys hi havia 110,6 homes.
La renda mediana per habitatge era de 28.500 $ i la renda mediana per família de 35.500 $. Els homes tenien una renda mediana de 27.083 $ mentre que les dones 15.000 $. La renda per capita de la població era de 13.412 $. Entorn del 15,2% de les famílies i el 18% de la població estaven per davall del llindar de pobresa.

## Poblacions més properes
El següent diagrama mostra les poblacions més properes.